# Největší Chorvat
Největší Chorvat (Chorvatsky: Najveći Hrvat) byla soutěž, kterou podle vzoru britské soutěže Great Britons vyhlásil v roce 2003 chorvatský týdeník Nacional. Lidé měli v internetovém hlasování, sms zprávami či dopisy zvolit největší osobnost chorvatské historie. Do hlasování se zapojilo 8000 lidí. Výsledky časopis zveřejnil 6. ledna 2004. S přehledem zvítězil bývalý prezident socialistické Jugoslávie Josip Broz Tito. Větší množství hlasů získal i druhý Nikola Tesla, další účastníci skončili již s větším odstupem. Zajímavým rysem ankety bylo, že v ní uspěla řada etnických Srbů (Tesla, Bosković, Petrović, Andrić, Karapandža ad.).

## Výsledky

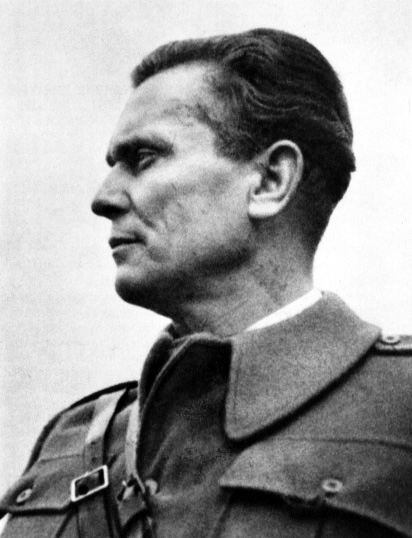
Josip Broz Tito

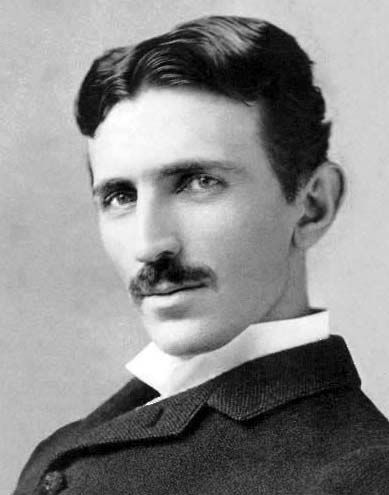
Nikola Tesla

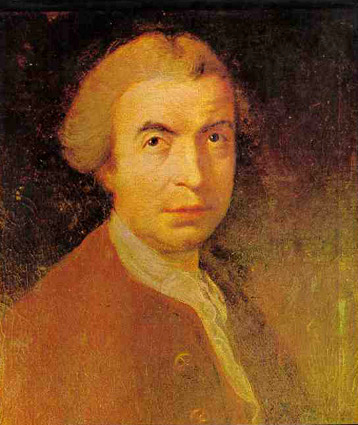
Ruđer Bošković

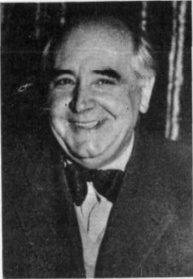
Miroslav Krleža

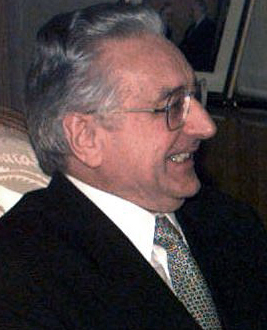
Franjo Tuđman

1. Josip Broz Tito (1892–1980), prezident a maršál Jugoslávie
2. Nikola Tesla (1856–1943), vynálezce
3. Ruđer Bošković (1711–1787), fyzik, astronom, matematik, filozof
4. Miroslav Krleža (1893–1981), spisovatel
5. Franjo Tuđman (1922–1999), prezident Chorvatska 1990–1999
6. Dražen Petrović (1964–1993), basketbalista
7. Stjepan Mesić (1934), prezident Chorvatska 2000–2010
8. Ivo Andrić (1892–1975), spisovatel, nositel Nobelovy ceny
9. Tin Ujević (1891–1955), básník
10. Stevo Karapandža (* 1947), kuchař
11. Zoran Stanisavljević [zdroj?]
12. Tomislav I. († 928), první chorvatský král
13. Rahim Ademi (* 1954), generál
14. Stipe Šuvar (1936–2004), politik
15. Vlado Gotovac (1930–2000), básník a politik
16. Ivan Meštrović (1883–1962), sochař a architekt
17. Josip Juraj Strossmayer (1815–1905), biskup, teolog a politik
18. Janica Kostelićová (* 1982), lyžařka
19. Stjepan Radić (1871–1928), politik
20. Josip Jelačić (1801–1859), bán
21. Ante Starčević (1823–1896), politik a spisovatel
22. Aloysius Stepinac (1898–1960), kardinál, arcibiskup
23. Branimir Štulić (* 1953), zpěvák
24. Rade Šerbedžija (* 1946), herec
25. Matija Gubec (asi 1556–1573), vůdce povstání
26. Mirko Ilić (* 1956), autor komiksu
27. Miroslav Radman (* 1944), biolog
28. Ivan Supek (1915–2007), fyzik, filozof, spisovatel
29. Franjo Kuharić (1919–2002), kardinál, arcibiskup
30. Branko Bauer (1921–2002), režisér
31. Ante Gotovina (* 1955), generálplukovník
32. Miljenko Smoje (1923–1995), spisovatel a novinář
33. Goran Ivanišević (* 1971), tenista
34. Marija Jurić Zagorka (1873–1957), spisovatelka a novinářka
35. Ivana Brlićová-Mažuranićová (1874–1938), spisovatelka dětské literatury
36. Ljudevit Gaj (1809–1872), politik, spisovatel a jazykovědec
37. Marko Marulić (1450–1524), básník a spisovatel
38. Petr IV. Zrinský (1621–1671), bán a spisovatel
39. Mile Dedaković (* 1951), plukovník
40. Leopold Ružička (1887–1976), chemik, nositel Nobelovy ceny
41. Juraj Dalmatinac (1410–1473), sochař a architekt
42. Krešimir Ćosić (1948–1995), basketbalista
43. Slavoljub Penkala (1871–1922), inženýr a vynálezce
44. Vladimir Nazor (1876–1949), spisovatel a překladatel
45. Ivan Gundulić (1589–1638), básník
46. Arsen Dedić (1938–2015), zpěvák
47. Marin Držić (1508–1567), spisovatel
48. Tarik Filipović (* 1972), moderátor a herec
49. Goran Bregović (* 1950), hudební skladatel
50. Mate Ujević (1901–1967), básník
51. Savka Dabčević-Kučar (1923–2009), politička a ekonomka
52. Miroslav Blažević (1935–2023), fotbalista
53. Dušan Vukotić (1927–1998), kreslíř, autor a režisér animovaných filmů
54. Severina Vučković (* 1972), zpěvačka
55. Ivica Račan (1944–2007), premiér
56. Marko Perković (* 1966), zpěvák
57. Ivan Goran Kovačić (1913–1943), básník a spisovatel
58. Vladimir Prelog (1906–1998), chemik, nositel Nobelovy ceny
59. Branko Lustig (1932–2019), producent a herec
60. Dražen Budiša (* 1948), politik
61. Mate Parlov (1948–2008), boxer
62. Vatroslav Lisinski (1819–1854), hudební skladatel
63. Faust Vrančić (1551–1617), polyhistor, lingvista, vynálezce a biskup
64. Boris Dvornik (1939–2008), herec
65. Vlaho Bukovac (1855–1922), malíř
66. Andrija Štampar (1888–1922), lékař, specialista na sociální lékařství
67. Bernard Vukas (1927–1983), fotbalista
68. Zinka Milanov (1906–1989), operní pěvkyně
69. Antun Mihanović (1796–1861), básník
70. Fabijan Šovagović (1932–2001), herec
71. Slavenka Drakulićová (* 1949), spisovatelka a novinářka
72. August Šenoa (1838–1881), spisovatel a básník
73. Andrija Maurović (1901–1981), autor komiksů
74. Antun Augustinčić (1900–1979), sochař
75. Ante Topić Mimara (1898–1987), sběratel umění a filantrop
76. Edo Murtić (1921–2005), malíř
77. Ivo Pogorelich (* 1958), pianista
78. Bruno Bušić (1939–1978), spisovatel
79. Frano Supilo (1870–1917), politik a novinář
80. Goran Višnjić (* 1972), herec
81. Vlaho Bukovac (viz #64)
82. Andrija Hebrang (1899–1949), politik a partyzán
83. Dragutin Gorjanović-Kramberger (1856–1936), paleontolog, geolog a archeolog
84. Juraj Križanić (1618–1683), misionář, filolog, filozof, spisovatel a panslavista
85. Marin Getaldić (1568–1626), matematik a fyzik
86. Antun Gustav Matoš (1875–1914), spisovatel
87. Franjo Šeper (1905–1981), arcibiskup
88. Oliver Mlakar (* 1935), televizní moderátor
89. Mirko Seljan (1871–1913) & Stjepan Seljan (1875–1936), cestovatelé
90. Ivan Lupis (1813–1875), důstojník námořnictva
91. Ante Trumbić (1864–1938), politik
92. Franz von der Trenck (1711–1749), vojenský velitel
93. Ivo Robić (1923–2000), zpěvák
94. Ivan Generalić (1914–1992), malíř
95. Lovro von Matačić (1899–1985), dirigent a skladatel
96. Slava Raškajová (1877–1906), malířka
97. Vladimir Prelog (viz #57)
98. Branko Gavella (1885–1962), divadelní režisér
99. Krešo Golik (1922–1996), režisér
100. Bartol Kašić (1575–1650), jezuitský duchovní
101. Marko Turina (* 1937), kardiochirurg